# Печера Баочжу

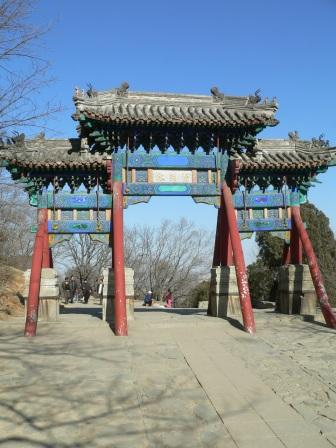
Арка до Баочжу

Печера Баочжу (кит.: 宝珠洞 Баочжу дун) — найвище місце пекінського парку Бадачу. Назва перекладається як «Печера Коштовної перлини».

## Опис
Розташована на піку Куйвей. Звідси відкриваються чудові краєвиди на Заборонене місто та річку Юндін. Тут є природна зона, через яку проходять стежки, що ведуть безпосередньо до печери Баочжу та сусідніх будівель.
Своєю назвою печера зобов'язана великому каменю біля входу, або білому і чорному галечнику, який переливається подібно перлині. За переказами, в печері, площа якої 25 м (глибина становить 5 м) за часів цінського імператора Кансі протягом 40 років у ній жив чернець на ім'я Хайсю (насправді він помер 1686 року). Імператор неодноразово запрошував ченця до палацу, але той незмінно відмовлявся. Вважається, що Хайсю міг виганяти злих духів і привидів, за що отримав прізвисько Гуйван-пуса (鬼王菩萨 «Бодхисаттва, що виганяє бісів»). Вежу, де мешкав Хайсю, було зруйновано у 1958 році.
На територію Баочжу-дун веде арка-пайлоу, написи на якій зроблені рукою цінського імператора Цяньлуна. Пройшовши через неї, справа в схилі пагорба можна побачити величезний камінь з віршами, написаними різними імператорами. Серед них читається і напис Цяньлуна 1748 року, який, зачарований печерою Баочжу, відразу написав 3 поеми.
На відстані 300 м від Бачжу розташовано невеликий храм 1780 року, присвячений Гуань Юю, військовику царства Шу (уславленою у романі «Трицарство»). В епоху Суй Гуань Юй вже шанувався як божество, а в 1594 році його було офіційно обожнено як бога війни під ім'ям Гуань-ді (关帝).
Головна зала в храмі присвячена Гуаньінь (观音) — жіночої іпостасі бодхисаттви співчуття Авалокітешвари. Тут же в залі стоять статуї будди Самантабхадри, який символізує пустотность розуму і бодхісаттви Манджушри, втілення Праджняпараміти (Вищої мудрості).
На південний схід від печери знаходиться Далекий Павільйон. Поруч з храмом Гуань Юя є Храм Будди.